# Île Bristol
Pour les articles homonymes, voir Bristol.
L'île Bristol (anglais : Bristol Island, espagnol : Isla Blanco) est une île de 8 km de long située entre l'île Montagu et l'île Thule dans les îles Sandwich du Sud. Elle fut découverte par une expédition britannique menée par James Cook en 1775 et nommée en l'honneur d'un officier naval Augustus Hervey, 3e comte de Bristol.
L'île Bristol est composée de plusieurs volcans actifs avec des éruptions enregistrées en 1823, 1935, 1936, 1950 et 1956.

## Notes et références

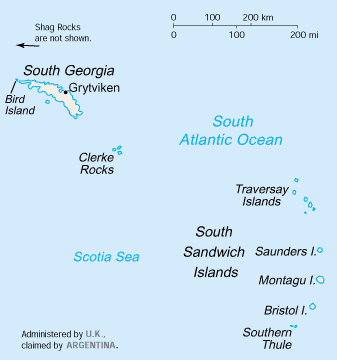
Bristol Island